# Piero Messina
Pour les articles homonymes, voir Messina.
Piero Messina, né le 30 avril 1981 à Caltagirone est un réalisateur et un musicien italien.

## Biographie
Diplômé du DAMS (discipline delle arti, della musica e dello spettacolo) à l'Université de Rome puis en réalisation au Centro Sperimentale di Cinematografia, Piero Messina réalise d'abord avec succès plusieurs courts métrages remarqués. La Porta (2010) est sélectionné au Festival de Rotterdam. Puis en 2012,Terra est présenté au Festival de Cannes dans la sélection Cinéfondation tandis que La prima legge di Newton obtient la Mention Spéciale au Festival International du Film de Rome, après avoir été nommé aux Nastri d'Argento et aux Globi d'Oro.
Son premier long métrage, L'Attente (L'attesa), avec Juliette Binoche, inspiré de La vita che ti diedi de Luigi Pirandello, est en compétition au 72e festival de Venise en 2015, au Festival de Toronto et bénéficie d'une sortie mondiale (20 pays). En 2024, Another End, avec Gael Garcia Bernal, Bérénice Bejo et Renate Reinsve, est sélectionné à la Berlinale. Piero Messina a par ailleurs réalisé des documentaires pour la télévisions et les plateformes (Netflix, Sky) 

## Filmographie

### Réalisation

#### Clips
- Attenta, Negramaro

#### Courts métrages
- 2005 : Pirrera (prix Libero Bizzarri au Festival International du Film de Rome) [DOC, CM]
- 2010 : La Porta (Festival de Rotterdam)
- 2012 : La prima legge di Newton (Mention Spéciale au Festival International du Film de Rome, nommé aux Nastri d'Argento et aux Globi d'Oro).
- 2012 : Terra

#### Longs métrages

##### Cinéma
- 2015 : L'Attente (réalisation et participation au scénario)
- 2024 : Another End

##### Télévision et plateformes
- 2013 : Capolavori svelati (série documentaire, 8 ép.) - Sky Arte HD
- 2016 : Artists In Love (série documentaire, 10 ép.) - Sky Uk[2]
- 2016 : Stasera Casa Mika saison 1, épisodes 1 à 4 (série documentaire - talk show)[3]
- 2018 : Palazzo Vecchio : Une histoire d'art et de pouvoir [DOC] - Netflix
- 2019 : Suburra saison 2, épisodes 4, 5 et 6 (série) - Netflix

- 2022 : L'Ora - Inchiostro contro piombo (série) - TV Canale 5
- Stasera Casa Mika - Opening delle 4 puntate

### Composition
- Gli invisibili - Esordi nel cinema italiano 2000-2006 (2007)
- Il quinto mondo (2007)
- Il senso degli altri, regia di Marco Bertozzi - documentario (2007)
- La minaccia, regia di Silvia Luzi e Luca Bellino - documentario (2007)
- I gigantari (2008)
- Tarda estate (2010)